# Jorge Alessandri
Jorge Alessandri Rodríguez, född 19 maj 1896 i Santiago, död 31 augusti 1986 i Santiago, var Chiles president åren 1958–1964 och startade vid sitt inval modellen med jämna val. Han var högerns kandidat i presidentvalet 1970 och var son till en av Chiles tidigare presidenter, Arturo Alessandri Palma.